# Оружана индустрија Русије
Индустрија наоружања Русије, позната и као одбрамбена индустрија Русије, је стратешки важан сектор и велики послодавац у Руској Федерацији. Од 2024. запошљава око 3,5 милиона људи широм земље и чини 20% свих радних места у производњи у Русији.
Председник Владимир Путин сматра да је грађански рат у Сирији добра платформа за рекламирање способности руског наоружања које може да повећа продају руске војске. Русија је чинила 22% глобалне продаје оружја у 2013–17, та цифра је пала на 16% у 2018–22 (статистика СИПРИ -ја). Русија је 2023. године први пут била трећи највећи извозник оружја, одмах иза Француске. Руски извоз оружја пао је за 53% између 2014-18 и 2019-23. Број земаља које купују главно руско оружје опао је са 31 у 2019. на 12 у 2023. Државе у Азији и Океанији добиле су 68% укупног руског извоза оружја у 2019-23, при чему Индија чини 34%, а Кина 21%.
Њујорк тајмс је у чланку од 13. септембра 2023. године, позивајући се на америчке и европске званичнике, објавио да је Русија превазишла међународне санкције и да је њена производња ракета сада премашила предратне нивое. Такође је објављено да Русија сада производи више муниције него Сједињене Државе и Европа заједно и да може произвести 200 тенкова и два милиона јединица муниције за годину дана, према западним изворима. CNN је 11. марта 2024. известио, позивајући се на западне обавештајне званичнике, да Русија тренутно производи око 250.000 артиљеријских граната месечно или око 3 милиона годишње, што је скоро три пута више од количине коју САД и Европа производе за Украјину.

## Економски значај
Одбрамбена индустрија Русије запошљава око 3,5 милиона људи од 2024. Севмаш директно запошљава 30.000 људи. Укупан приход 20 највећих компанија у индустрији у 2009. био је 12,25 милијарди долара. Руски бродоградитељи и произвођачи поморских ракета преживели су тежак период транзиције са командне на тржишну економију и задржали вештине потребне за развој напредних борбених система. Са недавно добијеним поруџбинама за подморнице Пројекта 955 и Пројекта 885, удео домаћих војних поруџбина у портфељу Севмаша порастао је на преко 70%.
У посети Северодвинску, тадашњем заменику премијера руске владе задуженом за одбрамбену индустрију, Дмитриј Рогозин рекао је да локални бродоградитељи имају уговоре за изградњу осам нуклеарних подморница четврте генерације до 2020. године и да стижу још наруџбине. Он је даље рекао да се ранији програм укидања подморница треће генерације ревидира тако да ће „ови бродови добити новије ракете и бити подвргнути низу напора за поправку који ће им омогућити да служе још седам година“.
У новембру 2011. године, руско министарство одбране доделило је Севмашу уговоре за изградњу четири стратешке подводне крстарице пројекта 955А Бореј-А наоружане интерконтиненталним балистичким ракетама Булава. Ова наредба долази након изградње три пројекта 955 Бореј (Јуриј Долгоруки, Александар Невски и Владимир Мономах). Руска морнарица је наручила и пет брзих јуришних подморница пројекта 885М Јасен-М, поред главног брода К-329 Северодвинск. Тачан износ ових уговора није објављен. Познато је само да је Александар Невски изграђен по уговору вредном 23 милијарде рубаља.
Заменик премијера Јуриј Борисов је у марту 2020. рекао да руска влада намерава да реструктурира дугове руског војно-индустријског комплекса у износу од 750 милијарди рубаља, од којих ће половина бити отписана. Борисов је то рекао на форуму Министарства индустрије и трговине Татарстана.
Последњи површински борац на нуклеарни погон изграђен у Санкт Петербургу био је Петар Велики. Крстарица од 23.800 тона, четврта и последња у серији Атлант (после Ушакова, Лазарева и Нахимова) пуштена је у рад 1998. године и служи Северној флоти. Санктпетербуршки бродоградитељи настављају да раде на цивилним пројектима. Завршили су једну плутајућу нуклеарну станицу за производњу електричне енергије познату као Пројекат 20870 депласмана од 21.500 тона. Наручено је још шест таквих станица и пет ледоломаца на нуклеарни погон. Током последњих 20 година Москва је више пута покушавала да привуче турску војску својом напредном технологијом.
Учињен је нови покушај на изложби ИДЕФ 2013. Русија је представила свој јуришни хеликоптер Ка-52 Алигатор базиран на Ка-50 и Ми-28НЕ Нигхт Хунтер. Предлог да се са Анкаром започне заједнички развој ракетног система земља-ваздух био је можда најинтригантнији развој ИДЕФ-а 2013. САМ би био заснован на руском систему С-300 В Антеј-2500. Поред Антеја, Москва је понудила и ракетни систем земља-ваздух „Бук-М2Е” и „Тор-М2Е”, као и комбиновани ракетно-артиљеријски систем „Панцир-С1”. Изложене макете укључивале су тенк Т-90С, борбено возило за ватрену подршку Терминатор, борбено возило пешадије БМП-3М, оклопни транспортери БТР-80 и БТР-80А, вишецевни ракетни бацач Смерч, Корнет и Метис- М противтенковски ракетни системи, хаубица Мста-С 152 милиметра, самоходни минобацач 2С9 120 милиметара и самоходни аутоматизовани артиљеријски систем Вена.
Турска је била прва земља чланица НАТО која је изградила блиске војне и техничке везе са Москвом. Перу ће потписати уговор за надоградњу флоте ловаца Микојан МиГ-29 Фулцрум у Лими, Перу је заинтересован за куповину 700 камиона Камаз и нове серије хеликоптера Ми-8 / Ми-17 од Русије. Перу такође разматра куповину 100 тенкова Т-90С.

## Државне наруџбе
Током кризних година руске привреде, војна индустрија земље преживљавала је углавном од извоза. Данас су домаће војне набавке важан извор прихода за индустрију. Државне поруџбине за војну опрему су значајно порасле током последњих деценија. Док је 2002. године државни налог за одбрану износио само 62 рубље милијарди, до 2007. сума је порасла на 302,7 РУБ милијарде. Када се рачуна у сталним ценама из 2000. године, ово представља повећање за фактор два.
Очекивало се да ће државни налог за одбрану за 2009. износити рекордних 1,2 трилиона РУБ, што показује повећање од 70 милијарди РУБ у односу на претходну годину. Очекивало се да ће поруџбина бити повећана за додатних 40 милијарди РУБ за 2010. и за 60 милијарди РУБ за 2011. Војно-индустријска комисија Русије је одговорна за надзор над расподелом и спровођењем Државног налога за одбрану. Путин је 2005. године покренуо програм консолидације индустрије како би главне компаније за производњу авиона довео под једну кровну организацију, Уједињену авио-компанију (УАЦ). Циљ је био да се оптимизују производне линије и минимизирају губици. Програм је био подељен у три дела: реорганизација и управљање кризама (2007–2010), еволуција постојећих пројеката (2010–2015) и даљи напредак у оквиру новостворене структуре (2015–2025). Комитет за одбрану Државне думе објавио је да ће потрошња нације за одбрану, укључујући истраживање и развој на истраживање и развој, износити укупно 16,3 милијарде долара (487 милијарди рубаља) у 2010., 19,2 милијарде долара (574 милијарде рубаља) у 2011., 24,3 милијарде долара (726 милијарди рубаља) у 2012. и 38,8 милијарди долара (1,16 билиона РУБ) у 2013. Док ће се укупна потрошња за одбрану повећати, износ издвојен за истраживање и развој ће пасти са тренутног нивоа из 2010. од 22 на 16 процената до 2013. Модернизација наоружања ће уместо тога добити значајан део укупног потрошња, са 13 процената предвиђених за фискалну 2010. годину, 15 процената за 2011. и 2012. и 14 процената за 2013. Главни приоритети набавке су следећи: интерконтиненталне балистичке ракете РС-24, балистичке ракете за лансирање подморница Булава, Су-24 ловци, ловци дугог домета Су-35, подморнице, корвете, фрегате и системи командовања и управљања на бојном пољу. План за 2010-2013 представља само мали део (16%) тог износа, нешто више од 2,9 билиона РУБ (98,6 милијарди долара). Влада намерава да потроши 19 трилиона РУБ (613 милијарди долара) током наредне деценије на модернизацију оружаних снага.
УАЦ, један од такозваних националних шампиона и упоредив са ЕАДС-ом у Европи, уживао је значајну финансијску подршку руске владе и убризгавао новац компанијама које је стекао да побољшају њихов финансијски положај. Испоруке цивилних авиона повећане су на 6 у 2005. години, а 2009. године индустрија је испоручила 15 цивилних авиона у вредности од 12,5 милијарди рубаља, углавном домаћим купцима. Од тада је Русија успешно тестирала млазни ловац пете генерације Сухој Су-57 и започела комерцијалну производњу регионалног авиона Сухој Суперџет 100, као и развој низа других великих пројеката. Путин је 2007. године створио Уједињену бродоградњу, што је довело до опоравка бродоградње у Русији. Од 2006. године уложено је много напора у консолидацију и развој Државне корпорације за нуклеарну енергију Росатома, што је довело до обнове изградње нуклеарних електрана у Русији, као и велике активности Росатома у иностранству, куповином огромних удела у водећим светским компанијама за производњу уранијума. и изградњу нуклеарних електрана у многим земљама, укључујући Индију, Иран, Кину, Вијетнам и Белорусију. 2007. године основана је Руска нанотехнолошка корпорација са циљем да подстакне науку и технологију и високотехнолошку индустрију у Русији. Суштина новог система је да подстакне индустрију да континуирано смањује производне трошкове и побољша управљање ресурсима. Профит произвођача директно зависи од уштеда које остварује током серијске производње модерног оружја. Ово захтева ефикасније управљање ресурсима, смањење трошкова производње и повећање економске ефикасности производње.
Руски министар индустрије и трговине Денис Мантуров је у јулу 2023. тврдио да је месечна производња ракета и муниције премашила производњу из целе 2022. године  Он је такође крајем децембра 2023. рекао да је производња и снабдевање руских трупа система наоружања „на одређеним позицијама“ порасла 10-12 пута током целе године. Министарство одбране Русије је у завршном извештају о активностима у 2023. години навело да је од фебруара 2022. производња артиљеријске муниције повећана за 17,5 пута, тенкова за 5,6 пута, ИФВ-а за 3,6 пута, оклопних возила за 3,5 пута и дронови за 16,5 пута. Руски председник Владимир Путин изјавио је 2. фебруара 2024. да је у последњих 18 месеци руска одбрамбена индустрија отворила 520.000 нових радних места и да је повећала производњу панцира за 10 пута и униформи за 2,5 пута. Руски премијер Михаил Мишустин изјавио је 3. априла 2024. да је производња аутомобила и оклопних возила повећана 3 пута у 2023. години, средстава за уништавање 7 пута и опреме за комуникације, електронско ратовање и извиђање 9 пута.

## Извоз
У 2012. руски војни извоз достигао је још једну рекордну суму од 15 милијарди долара, при чему је структура војног извоза постала уравнотеженија. Највећа продаја била је у авио-опреми – 37 одсто. Укупан извоз копненог наоружања и војне опреме порастао је на 27 одсто. Истовремено, удео поморске опреме и противваздушних система повећан је на 18 одсто, односно 15 одсто. Русија је други највећи светски извозник конвенционалног наоружања после Сједињених Држава. Рособоронекспорт је у 2012. години примио 1.877 упита страних клијената, а након разматрања пријава потписано је 1.309 уговора. То је 2,5 пута више него 2011. године. Најпопуларније врсте наоружања које се купују из Русије су ловци Сухој и МиГ, ПВО системи, хеликоптери, тенкови, оклопни транспортери и борбена возила пешадије. Руско оружје је извезено у 60 земаља. Најзначајније испоруке отишле су у земље југоисточне Азије и азијско-пацифичког региона – 43 одсто. Друго најзначајније тржиште остаје Блиски и Средњи исток, заједно са Северном Африком – 23 одсто. За период 2014–18, Стокхолмски међународни институт за истраживање мира, СИПРИ, открио је да је руски извоз главног оружја порастао за 17 процената између 2009–2013. и 2014–18. Русија је испоручила оружје у 56 држава и побуњеничким снагама у источној Украјини 2010-14.
Од 2007. године конзорцијум Рособоронекспорт који контролише влада има легални монопол на извоз руског оружја. Сав извоз мора да се одвија преко Рособоронекспорта, иако је 22 фирме дозвољено да самостално извозе резервне делове и компоненте. У 2010. укупан извоз руског оружја износио је 10 милијарди долара. Удео Рособоронекспорта износио је 8,6 милијарди долара, а разлику чине независни добављачи.
Независни војни тхинк-танк Центар за анализу стратегија и технологија са седиштем у Москви анализирао је идентификовани извоз руског оружја у 2009. Удео различитих типова оружја био је следећи: 61% Ваздухопловство, 21% Копнено, 9% Поморско, 8% ПВО и 1% остало. У периоду 2010–11, Алжир је био највећи купац (са учешћем у извозу од 29%), затим Индија (25%) (некада је Индија била највећи увозник у смислу количине, а и даље је највећи увозник у смислу вредности /плаћени новац) и Кина (10%). Вијетнам је постао највећи руски купац оружја у смислу нових уговора потписаних 2009. године, посебно због велике поруџбине за шест подморница пројекта 636М класе Кило. Очекује се да ће Вијетнам у будућности знатно повећати свој удео у извозу руског оружја. Руски војни извоз између 2008. и 2011. износио је 29,8 милијарди долара. Прва три купца су Индија (8,2 милијарде долара), Алжир (4,7 милијарди долара) и Кина (3,5 милијарди долара). Ови увозници су чинили 55,47 одсто њеног укупног извоза у том периоду.
| 2001                 | 2002                 | 2003                 | 2004                 | 2005                 | 2006                 | 2007                 | 2008                 | 2009                 | 2010                  | 2011                  | 2012                  | 2013                  | 2014                | 2015                  | 2016                | 2017                | 2018                |
| -------------------- | -------------------- | -------------------- | -------------------- | -------------------- | -------------------- | -------------------- | -------------------- | -------------------- | --------------------- | --------------------- | --------------------- | --------------------- | ------------------- | --------------------- | ------------------- | ------------------- | ------------------- |
| 3,7 милијарди долара | 4,8 милијарди долара | 5,6 милијарди долара | 5,8 милијарди долара | 6,1 милијарди долара | 6,5 милијарди долара | 7,4 милијарде долара | 8,3 милијарде долара | 8,8 милијарди долара | 10,0 милијарди долара | 13,2 милијарде долара | 15,2 милијарде долара | 13,2 милијарде долара | 10 милијарди долара | 14,5 милијарди долара | 15 милијарди долара | 15 милијарди долара | 19 милијарди долара |

Од 2012. године Русија је успела да задржи своју позицију другог извозника оружја у свету, упркос губитку продаје на неким тржиштима као што су Либија и Индија, продајом производа на нова тржишта у Африци и Латинској Америци. „Између 2012. и 2015. Индија ће поново постати увозник број један (14,3 милијарде долара), а уместо Алжира следи Венецуела (3,2 милијарде долара). Вијетнам ће бити на трећем месту, са увозом од 3,2 милијарде долара. Тако да Азијско-пацифички регион сада чини више од половине испорука компаније. Последњих година Русија је одобрила извозне зајмове у вредности од око 7 милијарди долара по уговорима о наоружању. Ово је омогућило извозу Рособорона да потпише нове послове са Мјанмаром, Малезијом, Индонезијом, Шри Ланком и Вијетнамом. Москва је одлучна да задржи свој удео на индијском одбрамбеном тржишту и да задржи статус другог по величини светског извозника одбране. Прошле године Рособоронекспорт је потписао нове уговоре у вредности од 17,6 милијарди долара, што представља повећање од 150 одсто у односу на 2011. годину. Портфолио уговора компаније достигао је импресивних 37,3 милијарде долара. Русија је на другом месту по извозу оружја у свету. Москва испоручује оружје и војну опрему у 66 земаља, закључила је споразуме о војној и техничкој сарадњи са 85 земаља, а њен портфељ наруџбина за одбрамбене производе тренутно износи невероватних 46,3 милијарде долара. Руски глобални извоз оружја достигао је 15,2 милијарде долара у 2012, што је 12 одсто више у односу на претходну годину, наводи се да су Венецуела, Перу, Бразил, Аргентина и Мексико заинтересовани за куповину хеликоптера и система противваздушне одбране. Григориј Козлов, шеф сектора за извоз хеликоптера Рособоронекспорта, рекао је да постоји добар потенцијал за сарадњу практично са свим земљама у региону, а посебно са Бразилом, где се успешно користе хеликоптери Ми-35М. Главни партнер у региону је традиционални пријатељ Русије – Венецуела. Она је сада други највећи купац руског оружја, после Индије, кога Русија треба да настави. Сухој Су-57 ловац пете генерације и БрахМос суперсонична крстарећа ракета вишеструке употребе су највидљивији исходи заједничке производње са Индијом. Центар за анализу светске трговине оружјем процењује вредност опреме коју је Каракас набавио од руске одбрамбене индустрије на 4,4 милијарде долара. Ово укључује 24 ловца Су-30МК2В, 100.000 јуришних пушака АК-103, више од 40 вишенаменских хеликоптера Ми-17В-5, 10 јуришних хеликоптера Ми-35М2, три тешка транспортна хеликоптера Ми-26Т2 и 5.000 СВД снипера. Индија заједно са Русијом ради на два одбрамбена пројекта - ФГФА и вишенаменски транспортни авион, који је већ у фази детаљног пројектовања.
Недавно је Русија склопила уговоре о оружју са УАЕ, Саудијском Арабијом, Ираком и Египтом.

### Правни основ
Пре 1998. године, Руска Федерација није имала свеобухватан закон о контроли извоза, наслеђе из Совјетског Савеза, у којем је правни основ за многе ствари био нејасан или тајан. Правни основ за процедуре контроле извоза почивао је на неколико председничких декрета, владиних резолуција и савезног закона о државном регулисању спољноекономске делатности (1995). Од 1992. до 1997. Русија је израдила контролне листе за ракетне, биолошке, хемијске, нуклеарне и производе двоструке намене и издала прописе који регулишу извоз ових артикала. У то време, руски извозници контролисаних артикала морали су да добију две дозволе, једну од Федералне службе за валутну и извозну контролу (ВЕК, под надлежношћу Министарства одбране), а другу од Министарства трговине. Од 3. јула 1998. (датум када је Државна дума усвојила свеобухватни савезни закон о 'Војно-техничкој сарадњи Руске Федерације са страним државама'), једино тело надлежно за издавање дозволе ради под надлежношћу Министарства Одбрана. Што се тиче робе и услуга двоструке намене, руска влада је у резолуцији потписаној 22. јануара 1998. године издала уредбу о контроли извоза „ухвати све“. Према резолуцији, руским фирмама је забрањено да продају робу двоструке намене ако знају да ће се користити за оружје за масовно уништење, чак и ако те ставке нису посебно поменуте на „контролним листама“. Свеобухватни савезни закон 'О контроли извоза' ступио је на снагу 29. јула 1999. године. Закон предвиђа да листе извозне контроле треба да сачињава председник, уз консултације са Скупштином и представницима индустрије. Ово представља значајну промену у односу на претходне прописе, који су извршној власти давали искључиво дискреционо право у погледу садржаја листа. У том смислу, закон пружа нову основу за политику контроле извоза, оснажујући друге актере осим оних из само извршне власти.

## Компаније
Према Центру за анализу стратегија и технологија (ЦАСТ), најуспешнији послови у сектору су компаније за ваздухопловство и противваздушну одбрану. Рејтинг центра за 2007. ставља произвођача ракета за противваздушну одбрану Алмаз-Антеј на највишу позицију (приход од 3.122 долара милијарди), а следи Сухој (1.863 долара милијарди) и Иркут Цорпоратион (1.207 милијарди долара). Ове компаније запошљавају 81.857, преко 30.000 и 11.585 људи. У 20 најбољих компанија, раст војне производње је у просеку износио више од 25% у 2007.
У 2008. комбиновани приход 10 највећих руских војно-индустријских компанија порастао је за 26% у односу на претходну годину и износио је скоро 12 милијарде долара. Највећа компанија је поново била Алмаз-Антеи, која је повећала свој приход на 4,3 милијарде долара. Руски хеликоптери су 2008. произвели 122 авиона, повећавши приход са 724 милиона долара на 1,7 милијарди долара. Уралвагонзавод је зарадио 640 милиона долара тако што ће направити 175 тенкова Т-90: 62 за руску војску, 60 за Индију и 53 за Алжир, према ЦАСТ-у.
Шест највећих компанија индустрије у 2009. години, на основу прихода, биле су:
1. Алмаз-Антеј – системи противваздушне одбране
2. Уједињена авио-производна корпорација – авиони са фиксним крилима
3. Tactical Missiles Corporation – ракете ваздушног и поморског базирања
4. Руски хеликоптери – хеликоптери
5. Уралвагонзавод – главни борбени тенкови
6. Уједињена бродоградитељска корпорација - подморнице, корвете, фрегате, носачи авиона.

## Проблеми
Проблеми у индустрији укључују висок ниво дуга, инфлацију и недостатак квалификованог особља. Значајан део повећања руског буџета за војне набавке једе инфлација: док је укупна стопа инфлације у земљи у 2008. била 13%, у одређеним категоријама оружја та цифра је била више од 30%. Многи квалификовани радници се приближавају старосној доби за пензију, а млади дипломци оклевају да уђу у индустрију због ниских плата и недовољних могућности за каријеру. Даљи раст ће захтевати озбиљну надоградњу производних капацитета, као и улагање у вештине и обуку. Јуриј Соломонов, главни конструктор ИЦБМ Топол-М и Булава, рекао је да је Русија 10-15 година испред својих ривала у развоју стратешког нуклеарног наоружања, али 30 година заостаје у развоју конвенционалног наоружања. Након распада Совјетског Савеза, руска нуклеарна бродоградња је трансформисана у нешто много мање. Чинило се да су се кључна предузећа на обали Црног мора налазила на територији сада независне Украјине – која је прогласила ненуклеарни статус. Додуше, ова предузећа нису имала много везе са технологијом нуклеарног погона, осим неких амбиција касних 1980-их када је совјетска морнарица планирала изградњу носача авиона на нуклеарни погон. Руска одбрамбена индустрија показала се неравноправном изазову производње бојних бродова и других БМП-3, БМД тешких бораца тенкова Т-90, артиљерије, пројектила, свемирске технологије, нуклеарне технологије, чак и недостатка државних средстава.